# Средице
Средице су насељено мјесто у општини Рибник, Република Српска, БиХ. Према прелиминарним подацима пописа становништва 2013. године, у насељу је живјело 195 становника.

## Становништво
| Националност       | 2013. | 1991. | 1981. | 1971. | 1961. |
| Срби               | 195   | 304   | 303   | 293   | 417   |
| остали и непознато |       | 1     |       | 2     |       |
| Укупно             | 195   | 305   | 303   | 295   | 417   |

| Демографија | Демографија | Демографија |
| Година      | Становника  | Становника  |
| ----------- | ----------- | ----------- |
| 1961.       | 417         |             |
| 1971.       | 295         |             |
| 1981.       | 303         |             |
| 1991.       | 305         |             |
| 2013.       | 195         |             |